# Campionatul Mondial de Atletism din 2022 - Triplu salt (feminin)
Proba feminină de triplu salt de la Campionatul Mondial de Atletism din 2022 a avut loc în perioada 16-18 iulie 2022 pe Hayward Field din Eugene, SUA.

## Standardul de calificare
Standardul de calificare a fost de 14,32m.

## Program
Ora este ora SUA (UTC-7) 
| Data     | Oră   | Etapă      |
| -------- | ----- | ---------- |
| 16 iulie | 10:30 | Calificări |
| 18 iulie | 18:20 | Finala     |

## Rezultate

### Calificări
În finală s-au calificat toți sportivii care au sărit distanța de 14,40m (C) sau cele mai bune 12 performanțe (c).
| Loc | Grupă | Nume                      | Țară                       | Rundă | Rundă | Rundă | Cea mai bună performanță | Note  |
| Loc | Grupă | Nume                      | Țară                       | 1     | 2     | 3     | Cea mai bună performanță | Note  |
| --- | ----- | ------------------------- | -------------------------- | ----- | ----- | ----- | ------------------------ | ----- |
| 1   | B     | Yulimar Rojas             | Venezuela                  | 14,72 |       |       | 14,72                    | C     |
| 2   | A     | Marina Beh-Romanciuk      | Ucraina                    | 14,54 |       |       | 14,54                    | C     |
| 3   | B     | Ana José Tima             | Republica Dominicană       | 14,18 | 14,31 | 14,52 | 14,52                    | C, RN |
| 4   | A     | Kristiina Mäkelä          | Finlanda                   | 14,48 |       |       | 14,48                    | C, PB |
| 5   | A     | Shanieka Ricketts         | Jamaica                    | 14,45 |       |       | 14,45                    | C     |
| 6   | A     | Thea Lafond               | Dominica                   | 14,39 |       |       | 14,39                    | c     |
| 7   | A     | Keturah Orji              | Statele Unite ale Americii | 14,23 | 13,62 | 14,37 | 14,37                    | c     |
| 8   | A     | Ackelia Smith             | Jamaica                    | 13,63 | 13,75 | 14,36 | 14,36                    | c, PB |
| 9   | B     | Tori Franklin             | Statele Unite ale Americii | x     | 14,36 |       | 14,36                    | c     |
| 10  | A     | Patrícia Mamona           | Portugalia                 | 14,04 | x     | 14,32 | 14,32                    | c     |
| 11  | A     | Leyanis Pérez             | Cuba                       | 14,23 | 14,30 | 14,17 | 14,30                    | c     |
| 12  | B     | Kimberly Williams         | Jamaica                    | 14.27 | 13.69 | 14.27 | 14.27                    | c     |
| 13  | A     | Jasmine Moore             | Statele Unite ale Americii | 13,86 | 14,09 | 14,24 | 14,24                    |       |
| 14  | B     | Senni Salminen            | Finlanda                   | 14,05 | 14,21 | 14,13 | 14,21                    |       |
| 15  | A     | Hanna Minenko             | Israel                     | x     | 14,11 | x     | 14,11                    |       |
| 16  | A     | Neja Filipič              | Slovenia                   | 13,82 | x     | 14,05 | 14,05                    |       |
| 17  | B     | Liadagmis Povea           | Cuba                       | 14,01 | 13,96 | 13,99 | 14,01                    |       |
| 18  | B     | Naomi Metzger             | Marea Britanie             | 13,97 | 13,78 | 13,84 | 13,97                    |       |
| 19  | B     | Davisleydi Velazco        | Cuba                       | x     | 13,66 | 13,94 | 13,94                    |       |
| 20  | B     | Neele Eckhardt-Noack      | Germania                   | 13,63 | 13,58 | 13,93 | 13,93                    |       |
| 21  | A     | Ruth Usoro                | Nigeria                    | 13,93 | 13,85 | 13,87 | 13,93                    |       |
| 22  | A     | Ottavia Cestonaro         | Italia                     | 13,63 | x     | 13,60 | 13,63                    |       |
| 23  | B     | Tuğba Danıșmaz            | Turcia                     | 13,34 | 13,63 | 11,42 | 13,63                    |       |
| 24  | B     | Spryidoula Karydi         | Grecia                     | 13,55 | 13,62 | 13,28 | 13,62                    |       |
| 25  | B     | Gabriele Sousa dos Santos | Brazilia                   | 13,62 | x     | x     | 13,62                    |       |
| 26  | B     | Yekaterina Sariyeva       | Azerbaidjan                | x     | 13,24 | 13,46 | 13,46                    |       |
| 27  | A     | Jessie Maduka             | Germania                   | 13,17 | 13,30 | 13,14 | 13,30                    |       |
| 28  | B     | Mariya Yefremova          | Kazahstan                  | x     | 13,27 | x     | 13,27                    |       |

### Finala
Finala a avut loc pe 18 iulie.
| Loc | Nume                 | Țară                       | Rundă | Rundă | Rundă | Rundă | Rundă | Rundă | Cea mai bună performanță | Note |
| Loc | Nume                 | Țară                       | 1     | 2     | 3     | 4     | 5     | 6     | Cea mai bună performanță | Note |
| --- | -------------------- | -------------------------- | ----- | ----- | ----- | ----- | ----- | ----- | ------------------------ | ---- |
| 1   | Yulimar Rojas        | Venezuela                  | 14,60 | 15,47 | 15,24 | x     | x     | 15,39 | 15,47                    |      |
| 2   | Shanieka Ricketts    | Jamaica                    | 14.89 | 14,86 | 14,37 | 14,40 | 14,62 | 14,80 | 14,89                    | SB   |
| 3   | Tori Franklin        | Statele Unite ale Americii | 14,53 | 14,45 | x     | x     | 14,72 | x     | 14,72                    | SB   |
| 4   | Leyanis Pérez        | Cuba                       | 14,40 | 14,70 | 14,39 | 14,54 | 14,58 | 14,19 | 14,70                    | PB   |
| 5   | Thea Lafond          | Dominica                   | x     | 13,18 | 14,43 | 14,26 | x     | 14,56 | 14,56                    |      |
| 6   | Keturah Orji         | Statele Unite ale Americii | 13,47 | 14,49 | x     | x     | x     | 14,06 | 14,49                    |      |
| 7   | Kimberly Williams    | Jamaica                    | x     | 14,29 | 13,74 | 14,29 | 13,99 | 14,19 | 14,29                    |      |
| 8   | Patrícia Mamona      | Portugalia                 | 14,25 | x     | 14,19 | x     | 14,29 | 14,00 | 14,29                    |      |
| 9   | Kristiina Mäkelä     | Finlanda                   | 14,18 | 14,15 | 14,10 |       |       |       | 14,18                    |      |
| 10  | Ana José Tima        | Republica Dominicană       | 14,13 | 14,12 | 13,87 |       |       |       | 14,13                    |      |
| 11  | Marina Beh-Romanciuk | Ucraina                    | x     | 12,70 | 13,91 |       |       |       | 13,91                    |      |
| 12  | Ackelia Smith        | Jamaica                    | 13,01 | x     | 13,90 |       |       |       | 13,90                    |      |